# Cotubanamá
Het nationale park Cotubanamá (tot 2014: Parque Nacional del Este) is een beschermd gebied in de Dominicaanse Republiek en ligt in het uiterste zuiden van de provincie La Altagracia. Het park heeft als attracties de eilanden Isla Saona en Isla Catalina, stranden, mangroven en grotten. Het beschermd gebied werd op 16 september 1975 bij besluit nr. 1311 door de Dominicaanse regering tot nationaal park verklaard en in 2014 werd de oorspronkelijke benaming gewijzigd.

## Geografie
Het zuidelijke deel van La Altagracia is een schiereiland met een trapeziumvorm waar het park een oppervlakte heeft van 31.244 ha. Hier ligt, tussen de plaatsen Boca de Yuma en Bayahíbe, de 25 km brede grens van het park en volgt de kustlijnen van het schiereiland naar het zuiden, waar de breedte 11 km is. Ten zuiden van dit deel ligt het eiland Saona met een oppervlakte van 10.650 ha, waarvan het wordt gescheiden door het Catuanokanaal.
De oppervlakte van het gedeelte land van het nationaal park is 415 km² . Het heeft daarnaast nog een zeezone van 382 km², gevormd door de omliggende wateren tot ongeveer een nautische mijl vanaf de kustlijn, waardoor de totale oppervlakte op bijna 800 km² komt.

## Fauna en flora

### Flora
Binnen het park worden drie natuurlijke gebieden onderscheiden volgens de Holdridge-classificatie:
- Subtropisch regenwoud
- Subtropisch droog bos
- Overgangsbos, tussen het regenwoud en het droge bos

Het verschil is echter zo klein dat men het daarom ook aanduidt als regenwoud dat overgaat in droog bos.
Het grootste deel van het park bestaat uit inheemse flora, ondanks dat op sommige plaatsen de vegetatie veranderingen heeft ondergaan door menselijke bewoning.
De orkaan  "Georges", heeft hier in 1998 vooral veel schade aangericht aan de kokospalmen.

### Fauna
Grote zoogdieren komen op Hispaniola niet voor, behalve gedomesticeerde dieren als paarden, koeien, geiten en varkens.
De dierenwereld kent enkele opmerkelijke soorten, zoals een grote insecteneter als de Solenodon en een knaagdier als de hoetia of ‘jutía’.
Tot de zoogdieren behoren ook 18 inheemse vleermuissoorten, waarvan er een zich alleen voedt met vis uit de zee.
Door de natuurlijke staat van de boshabitat is het voor de terrestrische soorten mogelijk om zich te handhaven en te ontwikkelen.

#### Vogels
Er zijn 112 soorten vogels geteld, waarvan ongeveer de helft in het hele land voorkomen. Acht van deze soorten zijn endemisch voor het eiland, zoals de beschermde Paloma Coronita (gekroonde duif) en elf soorten zijn endemisch voor het Caribische gebied.

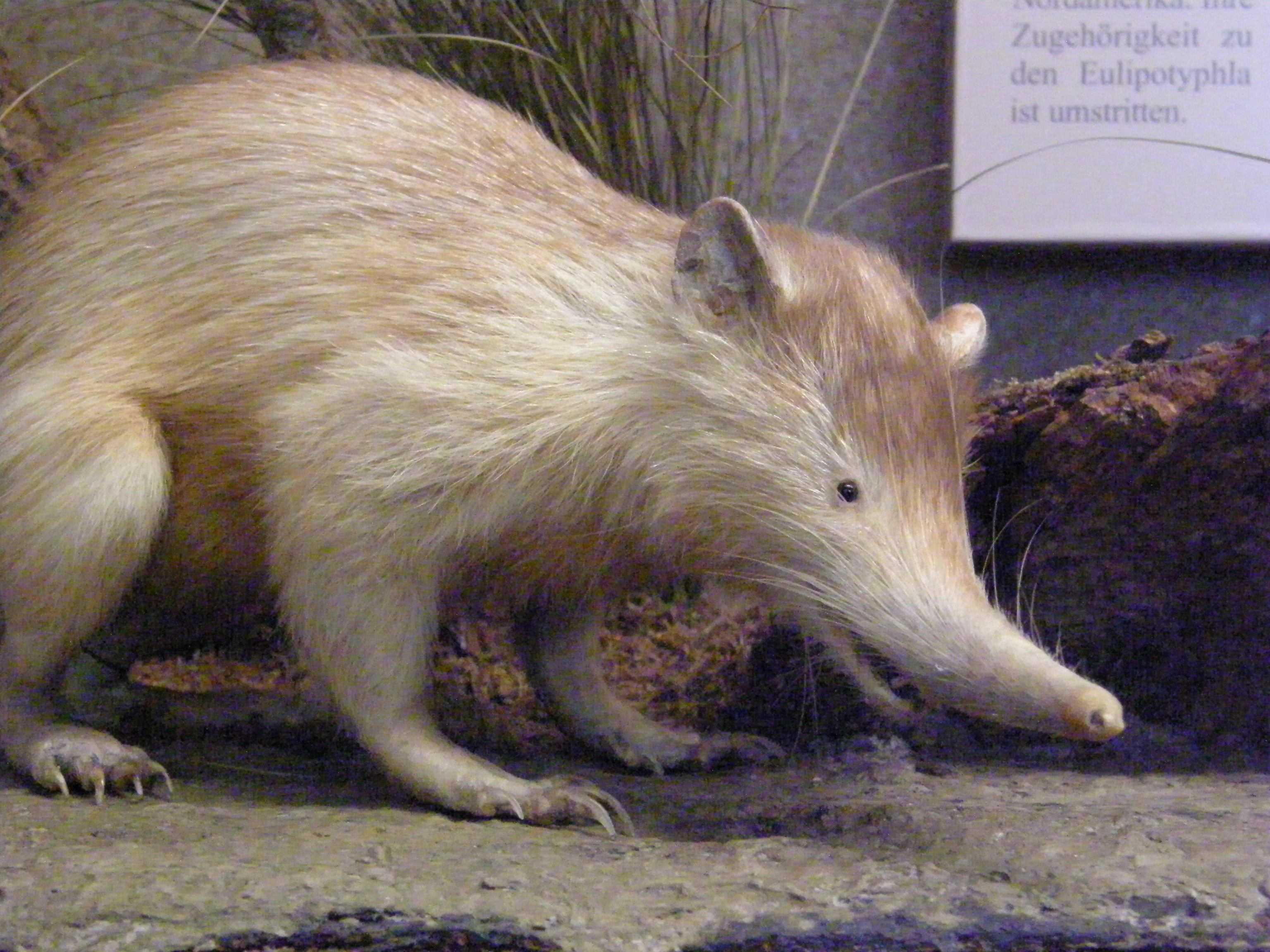
Agouta.

#### Zoogdieren
Van de endemisch zoogdieren is de Solenodon paradoxus uniek, ook bekend onder de namen "agouta", "solenodonte" en "almiquí paradójico", en wordt met uitsterven bedreigd. De Capromíidos (Capromyidae) is een familie knaagdieren en algemeen bekend als hutia's. Ze zijn vergelijkbaar met cavia's en komen voor op de eilanden in het Caribisch gebied en in Venezuela. Er zijn 20 soorten bekend, waarvan ongeveer de helft met uitsterven wordt bedreigd.

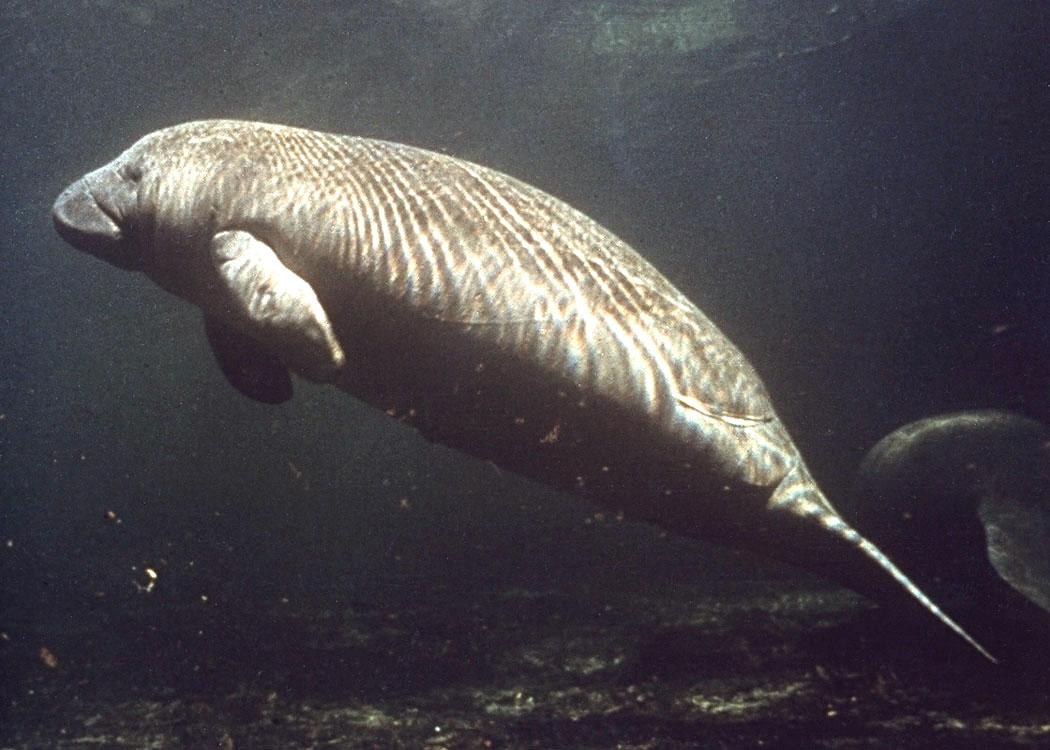
Sirenia.

#### Waterdieren
De Triquéquidos of Manati (Trichechidae) is een familie zeezoogdieren van de orde Sirenia, algemeen bekend als zeekoeien. Er leeft slechts één genus, namelijk de Sirenia.
Afgezien van de soorten hagedissen en slangen, zijn er twee soorten zeeschildpadden en één soort leguaan.
De karetschildpad en de soepschildpad komen het meest voor aan de stranden van de Dominicaanse Republiek, met name op Isla Saona, bij Pedernales en bij Monte Cristi.

## Culturele en historische bronnen

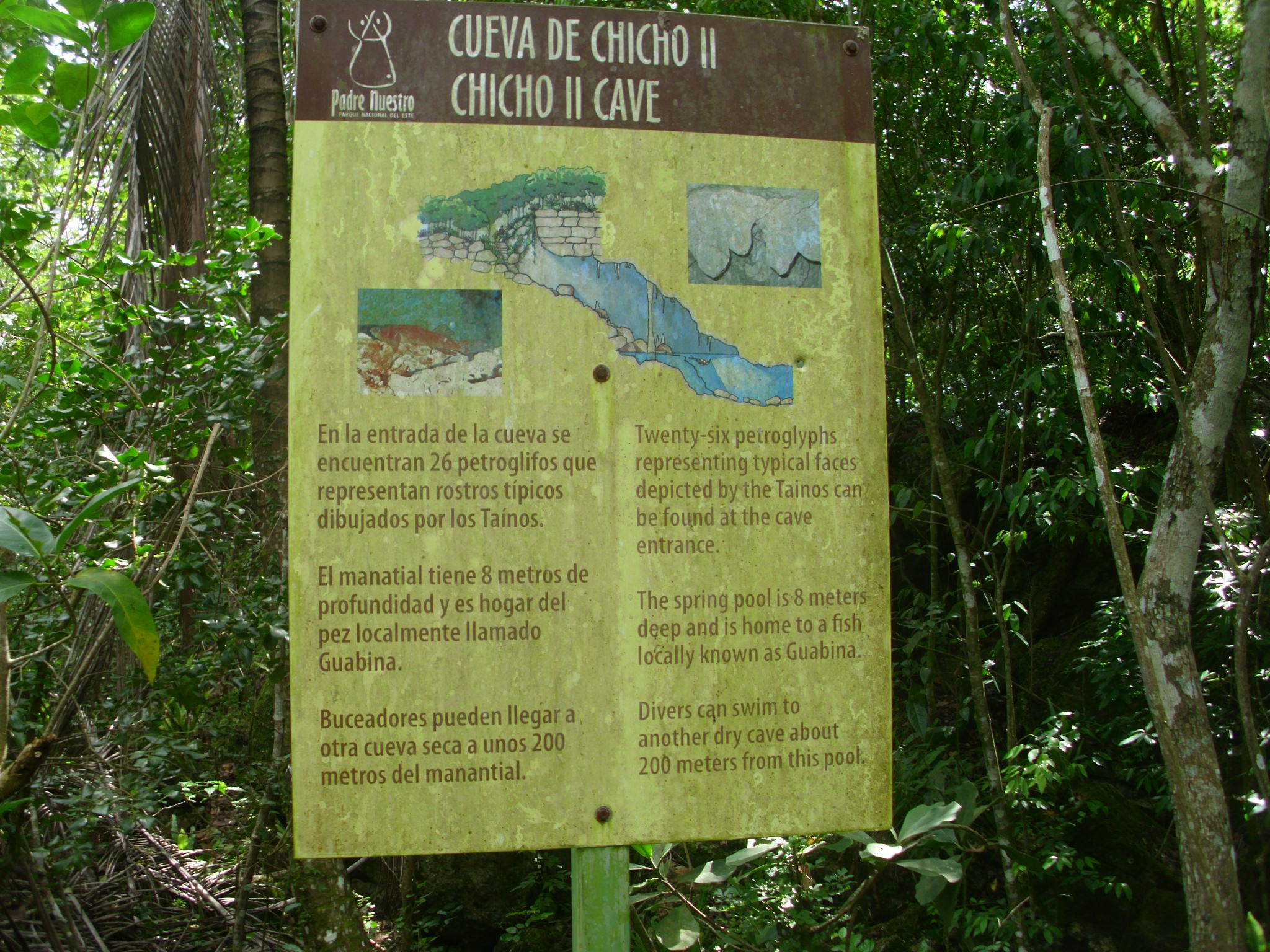
Taïnogrot bij Bayahibe linker zijde

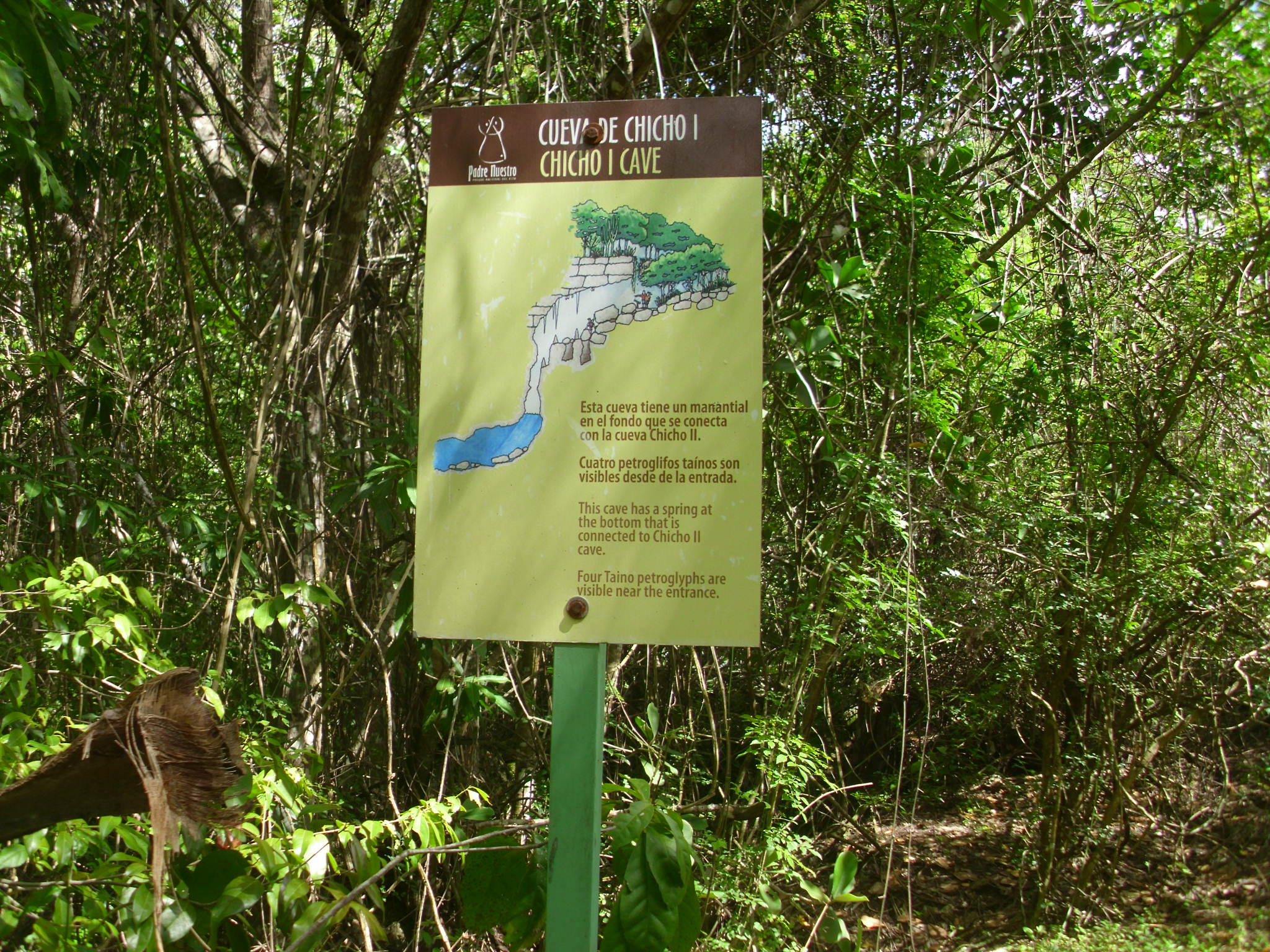
Taïnogrot bij Bayahibe rechter zijde

Het tegenwoordige nationale park Cotubanamá, werd bezocht door Christoffel Columbus tijdens zijn tweede reis vanwege een naderende storm. Een van de eerste die het eiland zag was de Savonés Michelle Cuneo, waardoor Columbus ervoor koos om het eiland de naam van zijn geboorteplaats Savona te geven. De inheemse Tainonaam is Adamanay.
Binnen het park zijn er een aantal grotten in het bijzonder in de Guaraguao sector, die belangrijke pictogrammen en rotstekeningen bevatten.

## Bereikbaarheid
Het park is bereikbaar vanaf La Romana. Bij de kruising van Bayahibe is een pad naar de sector Guaraguao in het westelijk deel. De andere kant is bereikbaar vanaf Higüey waar in Boca de Yuma de parkadministratie gevestigd is. Het eiland Saona is bereikbaar vanuit de drie plaatsen: Bayahibe, La Romana en Boca de Yuma, van waaruit men met een boot of watertaxi de eilanden kan bezoeken.